# Aurelian Temișan
Aurelian Temișan (n. 3 iunie 1972, Craiova) este un solist român de muzică ușoară, personalitate TV din România.

## Discografie

### Albume
- Nu sunt sclavul tău(1992, Opt As Srl - album împărțit frățește cu Ovidiu Baciu)
- Nu, nu, nu (1997, Geronimo, muzică și text Dragoș Docan)
- Vai, ce bună-i fata asta (1998 - 3 piese, compilație Electrecord, album de autor Dragos Docan vol.1)

- Fortăreața (1999, A&A Records, muzică și text Dragoș Docan)
- Dulce amăgire (2000, Electrecord, muzică și text Dragoș Docan)

### Piese muzicale
- Poveste din vest (George Natzis)
- Eu nu mai sunt cel de ieri (muzica: Cornel Fugaru, text: Dan V. Dumitriu)
- E și mâine o zi(muzica: Cornel Fugaru, text: Mirela Fugaru)
- Nu, nu, nu (muzică și text Dragoș Docan)
- Fortăreața (muzică și text Dragoș Docan)
- Cine oare (Viorel Gavrilă)
- 1-9-99 (muzică Dragoș Docan, text UnQ Sapro)
- Mielușel nevinovat (muzică și text Dragoș Docan)
- Vai, ce bună-i fata asta (muzică și text Dragoș Docan)
- Dulce amăgire (muzică și text Dragoș Docan)
- Lumea Tace (muzică și text Dragoș Docan)
- Când mă uit la ea (muzică și text Dragoș Docan)
- De 1000 de ori (muzică și text Dragoș Docan)
- Copilăria mea ( muzică Dragoș Docan, text Adrian Păunescu)
- Încrederea (cu Monica Anghel, muzică și text Dragoș Docan)
- Nu mă pune să ( muzică Dragoș Docan, text UnQ Sapro)
- Huo (muziă și text Dragoș Docan)
- Umbre fără bune (muzică, text Dragoș Docan)
- Încearcă să crezi (muzică, text Dragoș Docan)
- Vinovat (muzică, text, Dragoș Docan)
- Cine poate, oase roade (muzică, text Dragoș Docan)
- Olteanul(prelucrare de Dragoș Docan)

## Filmografie
- A doua cădere a Constantinopolului (1994)
- În videoclipul O poveste din Vest remix, îl interpretează pe J. B. Jonson Billy King, acesta fiind regizat de către Ovidiu Ianu (2001).
- Secretul Mariei (2005)
- Cuscrele (2006) – Temirodion Panduru
- Clanul Sprânceană (2007)

### Dublaj
- Vocea Șobolanului Git, din filmul Ratatouille (2007), în original vocea aparținându-i lui Jake Steinfeld
- Vocea Lordului Macintosh în filmul Neînfricată (2012), vocea în original aparținându-i lui Craig Ferguson